# Yeogogoedam (serie cinematografica)
Yeogogoedam è una serie cinematografica di film horror soprannaturali prodotta in Corea del Sud. Ogni film della serie ha trama e personaggi diversi, anche alcuni luoghi sono diversi, ma il luogo principale dove avviene la maggior parte della serie è una scuola superiore femminile fittizia. La serie ha contribuito alla Korean Wave ed ha riscosso particolare successo per via del fatto che affronta temi forti come l'autoritarismo nel duro sistema educativo sudcoreano, relazioni gay ed il suicidio. Come il primo film della serie, la serie è nota con il nome inglese: Whispering Corridors.

## Storia
Negli anni 90 lo sceneggiatore Oh Ki-Min scrisse la sceneggiatura del primo film ed iniziò a proporla a varie case di produzione cinematografiche. Il film venne rifiutato da tutte. Nello stesso periodo, il produttore cinematografico Lee Choon-Yun venne a conoscenza di un film horror giapponese ambientato in una scuola, Gakko no Kaidan. Lee pensò che questo tipo di film potesse essere apprezzato anche in Corea. Al produttore tornarono alla mente alcune leggende metropolitane legate alle scuole, quindi decise di produrre un film per creare delle versioni contemporanee di quelle leggende. Qualche tempo dopo, a Lee Choon-Yun capitò di leggere la sceneggiatura di Oh Ki-Min. Rimasto entusiasta, decise che quella era l'occasione giusta per dare vita alla sua idea e cominciarono la produzione del primo capitolo. La serie si rivelò un grande successo commerciale, di critica e di pubblico.

## Film
| Film                         | Data di uscita | Regia                      | Sceneggiatura                                       | Produttore                  |
| ---------------------------- | -------------- | -------------------------- | --------------------------------------------------- | --------------------------- |
| Yeogogoedam                  | 1998           | Park Ki-Hyung              | Park Ki-Hyung, In Jung-Ok                           | Lee Choon-Yun               |
| Yeogogoedam dubeonjjae iyagi | 1999           | Kim Tae-Yong, Min Kyu-Dong | Kim Tae-Yong, Min Kyu-Dong                          | Lee Choon-Yun               |
| Yeogogoedam 3: Yeowogyedan   | 2003           | Yun Jae-Yeon               | Kim Su-Ah, Lee Yong-Yeon, Eun Si-Yeon, Lee So-Young | Lee Choon-Yun               |
| Yeogogoedam 4: Moksori       | 2005           | Choi Ik-Hwan               | Choi Ik-Hwan                                        | Lee Choon-Yun, Lee Mi-Young |
| Yeogogoedam 5: Dongbandjasal | 2009           | Lee Jong-Young             | Lee Jong-Young                                      | Lee Choon-Yun               |